# Adrian Scarborough
Adrian Philip Scarborough (Melton Mowbray, 10 de mayo de 1968) es un actor británico.

## Biografía
Aparte de ser conocido en el medio cinematográfico y televisivo, Scarborough ha actuado en más de veinte tragedias en el National Theatre de Londres y en 2011 obtuvo el Premio Laurence Olivier al mejor actor no protagonista en una obra teatral por la obra de Terence Rattigan After the Dance.

## Filmografía

### Cine
- La locura del rey Jorge (The Madness of King George), dirigida por Nicholas Hytner (1994)
- En lo más crudo del crudo invierno (En the Bleak Midwinter), dirigida por Kenneth Branagh (1995)
- Love Is the Devil: Study for a Portrait of Francis Bacon, dirigida por John Maybury (1998)
- Gosford Park, dirigida por Robert Altman (2001)
- Dirty Pretty Things, dirigida por Stephen Frears (2002)
- Matar a un rey (To Kill a King), dirigida por Mike Barker (2003)
- Bright Young Things, dirigida por Stephen Fry (2003)
- El secreto de Vera Drake (Verdadera Drake), dirigida por Mike Leigh (2004)
- The History Boys, dirigida por Nicholas Hytner (2006)
- Notes on a Scandal, dirigida por Richard Eyre (2006)
- Elizabeth: The Golden Age, dirigida por Shekhar Kapur (2007)
- El discurso del rey, dirigida por Tom Hooper (2010)
- Los miserables, dirigida por Tom Hooper (2012)
- A Little Chaos, dirigida por Alan Rickman (2014)
- On Chesil Beach, dirigida por Dominic Cooke (2017)
- Christopher Robin, dirigida por Marc Forster (2018)
- 1917, dirigida por Sam Mendes (2019)
- Artemis Fowl, dirigida por Kenneth Branagh (2020)

### Televisión
- The Bill - serie TV, 3 episodios (1991–2008)
- Heartbeat - serie TV, 1 episodio (2000)
- Midsomer Murders - serie TV, 3 episodios (2002–2016)
- New Tricks- serie TV, 1 episodio (2007)
- Gavin & Stacey- serie TV, 8 episodios (2007–2009)
- Into the Storm - película TV (2009)
- Psychoville - serie TV, 9 episodios (2009)
- Doctor Who - serie TV, 2 episodios (2012)
- Restless - serie TV, 1 episodio (2012)
- Galerías Paradise - serie TV, 4 episodios (2013)
- Crimen en el paraíso - serie TV, 1 episodio (2014)
- Padre Brown - serie TV, 1 episodio (2015)
- Call the Midwife - serie TV, 1 episodio (2015)
- Crashing - serie TV, 6 episodios (2016)
- Maigret - serie TV, 1 episodio (2017)
- Pequeñas mujeres - serie TV, 1 episodio (2017)
- A Very English Scandal - serie TV, 1 episodio (2018)
- Killing Eve - serie TV, 3 episodios (2019)